# Ponte dei Saraceni
De Ponte dei Saraceni (Nederlands: Saracenenbrug) is een veertiende-eeuwse brug op het Italiaanse eiland Sicilië. Ze ligt even ten noordwesten van de stad Adrano aan de voet van de Etna en overspant de Simeto. De naam van de brug verwijst naar de Saracenen, de moslims die in de negende, tiende en elfde eeuw heersten over Sicilië.
De brug heeft vier bogen, waarvan alleen de meest westelijke de Simeto overspant. De twee westelijke bogen zijn gotische spitsbogen terwijl de twee oostelijke bogen romaanse rondbogen zijn.